# Jade (flod)
 For alternative betydninger, se Jade (flertydig). (Se også artikler, som begynder med Jade)
Jade er en 22 km lang sejlbar flod i Niedersachsen i den nordvestlige del af Tyskland. Floden har sit udspring nær Oldenburg, og den udmunder i bugten Jadebusen i Vesterhavet nær Varel, og hvis tilblivelse skyldes en række stormfloder, især stormfloden den 17. januar 1511, der bortskyllede 5 kirkesogne.
Indløbet til Jade-Bugten skilles fra Nordweser’s indløb ved sandbanken Hoher Weg, det er tilgængeligt for de største krigsskibe og fryser aldrig til på grund af den 3—4 m stigende flod; den indre del af Jadebusen er lav.
I 1853 købte den preussiske regering 2 små landstrækninger (340 ha), på hver sin side af den smalle indgang til bugten til anlæggelse af en krigshavn. Havnearbejderne påbegyndtes i 1855, men først i juni 1869 blev krigshavnen indviet og fik navnet Wilhelmshaven. Syd fo denne havn udmunder Ems-Jade-kanalen, 2 m dyb og 70 km lang, der udgår fra Emden og forbinder Ems med Jadebusen.
53°20′07″N 8°14′35″Ø / 53.3353°N 8.243°Ø